# Берген (фільм)
«Берген» — турецький біографічний фільм 2022 року. У фільмі знялася акторка Фарах Зейнеп Абдуллах в ролі співачки Берген, яка стала одним із символів насильства над жінками в Туреччині.

## Акторський склад
- Фарах Зейнеп Абдуллах — Берген
- Ердал Бешикчіоглу — Халіс Сербест
- Тільбе Саран — Сабахат (мати Берген)
- Шебнем Сенмез — Суна
- Нергіс Озтюрк — Надір
- Ахмет Каякесен — Абдулла
- Аріф Пішкін — Селахаттін

## Виробництво
Спочатку режисери планували зняти фільм у 2019 році, але зйомки було відкладено через проблеми з кастингом та пандемією COVID-19. Першочергово на роль Берген затвердили Серенай Сарикаю, але через затримки зі зйомками вона вирішила не зніматися у фільмі. Згодом на головну роль затвердили Фарах Зейнеп Абдуллах. Зйомки довелося завершувати таємно через погрози вбивством продюсерам.
Фільм знімали в Стамбулі, Анкарі та Мерсіні восени 2021 року.

## Реліз
Показ фільму в Туреччині приніс розробникам близько 10 мільйонів доларів США. До 29 липня він увійшов до восьми найкасовіших вітчизняних художніх фільмів в країні. Реліз фільму по всій Західній Азії також мав широкий успіх, що принесло розробникам проєкту 4,8 мільйона доларів США. «Берген» також став першим турецьким фільмом, випущеним у Саудівській Аравії.
Після виходу в прокат Халіс Сербест, убивця співачки Берген, подав позови за наклеп проти творців фільму. У відповідь на цю та інші погрози та для гала-відкриття фільму в Стамбулі довелося залучати спецназ. Мер Козана, де живе Сербест, заборонив покази фільму через те, що він не підходить для дітей; однак основні турецькі кінематографічні асоціації та профспілки засудили це рішення та стверджували, що насправді це було зроблено, щоб задобрити Сербеста.

## Відгуки про фільм
У Туреччині фільм сприйняли як дослідження та засудження насильства над жінками та феміцидів у країні. Частково це пояснюється цілеспрямованими рішеннями, прийнятими у фільмі, наприклад, відмовою показувати вбивцю Берген як «повністю реалізованого персонажа», а радше як замінника винуватців патріархального насильства, причому його ім'я було показано лише один раз під час кінцевих титрів. Кемаль Кілічдароглу, лідер головної опозиційної Республіканської народної партії, заявив, що «кожен, хто заперечує насильство щодо жінок, повинен переглянути цей фільм», і використав його, щоб виступити за повернення Туреччини до Стамбульської конвенції.